# Zoubir Bouadjadj
 (janvier 2016).
Si vous disposez d'ouvrages ou d'articles de référence ou si vous connaissez des sites web de qualité traitant du thème abordé ici, merci de compléter l'article en donnant les références utiles à sa vérifiabilité et en les liant à la section « Notes et références ».
Zoubir Bouadjadj né en 1925 au Clos-Salembier et mort le 24 octobre 2014 à Dely Ibrahim, est un militant nationaliste algérien durant la Guerre d'Algérie.

## Biographie

### Enfance
Zoubir Bouadjadj est issu d'une famille algéroise très modeste. Son père meurt alors qu'il est âgé de trois ans, des suites des séquelles de son engagement durant la Première Guerre mondiale, (ayant été exposé aux armes chimiques). 

### Parcours militant
Il adhère en 1942 au Parti du peuple algérien. Il milite aussi au sein des AML de Ferhat Abbas et participe aux manifestations du 8 mai 1945. Il rejoindra le Comité révolutionnaire d'unité et d'action (CRUA) et devient membre du Groupe des 22 qui se sont réunis dans une modeste villa du Clos Salambier appartenant à Lyès Deriche qui décidèrent du déclenchement de la guerre d'Algérie le 1er novembre 1954.
Au début de la guerre d'Algérie, il prend le contrôle de cinq groupes en tant que chef de secteur, à Alger. Il est arrêté le 6 novembre 1954 et condamné aux travaux forcés ; il sera libéré après les accords d'Évian.
Il était aussi joueur de football à l'Union sportive de la médina d'Alger (USMA) de 1950 à 1953.
Il décède le 24 octobre 2014 d'un arrêt cardiaque.